# Telitoxicum minutiflorum
Telitoxicum minutiflorum là một loài thực vật có hoa trong họ Biển bức cát. Loài này được (Diels) Moldenke miêu tả khoa học đầu tiên năm 1938.